# دهستان خار
دهستان خار (به لاتین: Khar Gewog) یک دهستان در کشور بوتان است که در ناحیهٔ پماگاتشل واقع شده‌است.